# Un tigre de papel
Un tigre de papel es una película documental colombiana de 2007 dirigida por Luis Ospina y basada en la vida y obra ficticia de Pedro Manrique Figueroa, supuestamente precursor de la técnica artística denominada como collage en Colombia. El documental hace un extenso recorrido por la vida del artista, mesclando hechos reales con ficción, iniciando en 1934 y finalizando en 1981, año en que Figueroa desapareció misteriosamente de la escena pública. La película cuenta con un reparto conformado por cineastas, historiadores, letristas y actores, entre los que destacan Carlos Mayolo, Vicky Hernández, Arturo Alape y Jotamario Arbeláez.
La película ganó el Premio Nacional Documental entregado por el Ministerio de Cultura de Colombia y fue exhibida en una gran cantidad de eventos como el Festival Latinoamericano de Cine en Sídney, el XX Encuentro de Cine Latinoamericano de Toulouse y el Festival de Cine Independiente de Buenos Aires, entre otros.